# Skopo
Skopo este o localitate din comuna Sežana, Slovenia, cu o populație de 241 de locuitori.